# Polimorfismo de conformación de cadena simple
El Polimorfismo de Conformación de Cadena Simple o SSCP, de sus siglas en inglés (Single Strand Conformational Polymorphism) es una técnica de rastreo de mutaciones usada en el diagnóstico molecular basada en la migración electroforética del ADN.
Se calcula que esta técnica detecta del 35 al 100% de las posibles mutaciones, pero debe haber al menos 30% de alelos mutantes. Es útil para detectar enfermedades hereditarias; sin embargo, es más complicado para detectar enfermedades somáticas como el cáncer.

## Introducción
El Polimorfismo de Conformación de Cadena Simple (SSCP) es una técnica de rastreo de mutaciones basada en el distinto comportamiento electroforético que presentan las moléculas monocatenarias de ADN según su secuencia en un gel de poliacrilamida no desnaturalizante. Al ser una técnica de rastreo o barrido es útil para determinar de forma rápida la presencia de mutación, pero no aporta información acerca de la mutación concreta que presenta el ADN.
Una molécula de ADN monocatenaria tiende siempre a formar estructuras secundarias debido a apareamientos internos entre sus bases, puesto que "prefiere" estar en forma de doble cadena que como cadena simple. Como consecuencia de dichos apareamientos, se forman unas estructuras tridimensionales de diferente conformación, dependiendo de la secuencia concreta de la hebra. Dichas estructuras reciben el nombre de "conformers". Según la forma adquirida por la molécula, esta migrará con mayor o menor facilidad a través de un gel de electroforesis, pudiendo llegar a distinguirse de esta manera dos hebras de ADN cuyas secuencias sean muy parecidas.
El método tiene una gran potencia, pues la sustitución de una única base es capaz de hacer que la molécula adquiera una conformación tridimensional totalmente distinta.

## Procedimiento experimental
Los fragmentos de ADN a analizar por esta técnica deben tener una tamaño medio de unas 400 pares de bases, de manera que el primer paso es amplificar por PCR la región del gen de interés que queremos estudiar. A continuación, el producto de la PCR se desnaturaliza calentándolo a 94 °C y se enfría rápidamente en hielo. El cambio de temperatura debe ser brusco para que las moléculas de cadena simple no vuelvan a hibridar entre sí, sino consigo mismas. Un cambio de una sola base en la secuencia puede hacer que cambie la conformación. Finalmente, los fragmentos reasociados se someten a electroforesis no desnaturalizante en gel de acrilamida, pudiéndose detectar tanto en geles de poliacrilamida como mediante electroforesis capilar con control de la temperatura. Para la visualización no se puede emplear bromuro de etidio, ya que es un agente intercalante. Por ello, se suele teñir el gel con tinción de plata.
En el caso de que no exista mutación, en el gel se detectarán únicamente las bandas correspondientes al homodúplex (formado por la reasociación parcial de dos hebras de ADN complementarias que se han vuelto a unir durante la electroforesis), así como las cadenas monocatenarias que se han replegado adquiriendo una conformación tridimensional concreta. Si, por el contrario, existe una mutación, aparecerán bandas nuevas debido al plegamiento de las cadenas mutadas, que será distinto al de las cadenas nativas. 
Como se ha dicho antes, esta técnica no permite identificar la mutación concreta; para ello es necesario secuenciar los productos de la PCR y compararlo con la secuencia normal. Sin embargo, la utilidad de esta técnica deriva de que permite de una manera rápida y sencilla descartar la presencia de mutaciones.
A pesar de su sencillez, no está exento de ciertas desventajas, entre las que destacan el carácter imprevisible del comportamiento electroforético de las cadenas simples, el cual se ve influenciado por las condiciones en la que tiene lugar la migración (temperatura, etc.). La segunda gran desventaja es que a medida que aumenta el tamaño de la molécula a analizar, esta se vuelve insensible a determinados cambios, adoptando siempre la misma conformación tridimensional a pesar de haberse producido un cambio en su secuencia. Además, la desnaturalización completa es difícil de conseguir y muchas veces aparecen bandas en el gel correspondientes a doble cadena.

## Aplicaciones en Biología Molecular
La técnica SSCP se ha usado para descubrir nuevos polimorfismos en el ADN, pero actualmente está siendo reemplazada por las nuevas técnicas de secuenciación directa del ADN, dado que son más eficientes y precisas. 
Hoy en día, la técnica SSCP es más usada como método de diagnóstico en Biología Molecular, ya que puede ser utilizada para genotipar. Es decir, permite detectar determinados alelos tanto en homocigosis como en heterocigosis, gracias a que cada alelo, debido a su diferencia en la secuencia genética, migrará con distinta movilidad durante la electroforesis. Esto implica una notable utilidad en el diagnóstico de ciertas enfermedades genéticas.
También es ampliamente usada en Virología para detectar variaciones entre diferentes cepas de virus. Dichas cepas son distintas debido a mutaciones, lo que dará lugar a que adopten distintas conformaciones y por tanto, sean diferenciables mediante un gel SSCP.